# Colotis vestalis
Colotis vestalis is een vlindersoort uit de familie van de Pieridae (witjes), onderfamilie Pierinae.
Colotis vestalis werd in 1876 beschreven door Butler.